# أوبتيز (أوهايو)
أوبتيز (بالإنجليزية: Obetz, Ohio)‏ هي منطقة سكنية تقع في الولايات المتحدة في مقاطعة فرانكلن، أوهايو. يقدر عدد سكانها بـ 4,532 نسمة ومساحتها 15.33 كم2 وترتفع عن سطح البحر 228 متر.

## التركيبة السكانية
قام مكتب تعداد الولايات المتحدة بتحديد بيانات التركيبة السكانية لأوبتيز في تعداد الولايات المتحدة. في ما يلي، التركيبة السكانية حسب تعدادي 2000 و2010.

### تعداد عام 2000
بلغ عدد سكان أوبتيز 3,977 نسمة بحسب تعداد عام 2000، وبلغ عدد الأسر 1,488 أسرة وعدد العائلات 1,104 عائلة مقيمة في القرية. في حين سجلت الكثافة السكانية 1,055.3 نسمة لكل ميل مربع (407.5/كم2). وبلغ عدد الوحدات السكنية 1,561 وحدة بمتوسط كثافة قدره 414.2 نسمة لكل ميل مربع (159.9/كم2).
وتوزع التركيب العرقي للقرية بنسبة 93.71% من البيض و 0.70% من الأمريكيين الأصليين و 0.15% من الأمريكيين ذوي الأصول الآسيوية و 0.03% من سكان جزر المحيط الهادئ و 2.89% من الأمريكيين الأفارقة و 1.94% من عرقين مختلطين أو أكثر.
بلغ عدد الأسر 1,488 أسرة كانت نسبة 37.8% منها لديها أطفال تحت سن الثامنة عشر تعيش معهم، وبلغت نسبة الأزواج القاطنين مع بعضهم البعض 55.4% من أصل المجموع الكلي للأسر، ونسبة 14.0% من الأسر كان لديها معيلات من الإناث دون وجود شريك، وكانت نسبة 25.8% من غير العائلات. تألفت نسبة 20.2% من أصل جميع الأسر من أفراد ونسبة 6.7% كانوا يعيش معهم شخص وحيد يبلغ من العمر 65 عاماً فما فوق. وبلغ متوسط حجم الأسرة المعيشية 3.07، أما متوسط حجم العائلات فبلغ 2.67.
بلغ العمر الوسطي للسكان 33 عاماً. وكانت نسبة 27.9% من القاطنين تحت سن الثامنة عشر، وكانت نسبة 8.7% بين الثامنة عشر والأربعة وعشرون عاماً، ونسبة 33.8% كانت واقعةً في الفئة العمرية ما بين الخامسة والعشرون حتى والأربعة وأربعون عاماً، ونسبة 20.7% كانت ما بين الخامسة والأربعون حتى الرابعة والستون، ونسبة 8.9% كانت ضمن فئة الخامسة والستون عاماً فما فوق. يوجد لكل 100 أنثى 95.8 ذكر، ويوجد لكل 100 أنثى في الثامنة عشر من عمرها فما فوق 93.4 ذكر.
بلغ متوسط دخل الأسرة في القرية 45,000 دولار، أما متوسط دخل العائلة فبلغ 47,271 دولار. وكان متوسط دخل الذكور 35,342 دولار مقابل 25,342 دولار للإناث. وسجل دخل الفرد الخاص بالقرية 17,385 دولار. وكانت نسبة 5.9% من العائلات ونسبة 6.4% من السكان تحت خط الفقر، وكان من هؤلاء نسبة 5.9% تحت سن الثامنة عشر ونسبة 14.9% في الخامسة والستين من العمر وما فوق.

### تعداد عام 2010
بلغ عدد سكان أوبتيز 4,532 نسمة بحسب تعداد عام 2010، وبلغ عدد الأسر 1,667 أسرة وعدد العائلات 1,214 عائلة مقيمة في القرية. في حين سجلت الكثافة السكانية 784.1 نسمة لكل ميل مربع (302.7/كم2). وبلغ عدد الوحدات السكنية 1,807 وحدة بمتوسط كثافة قدره 312.6 لكل ميل مربع (120.7/كم2).
وتوزع التركيب العرقي للقرية بنسبة 85.8% من البيض و 0.5% من الأمريكيين الأصليين و 2.1% من الأمريكيين ذوي الأصول الآسيوية و 7.7% من الأمريكيين الأفارقة و 2.4% من عرقين مختلطين أو أكثر.
بلغ عدد الأسر 1,667 أسرة كانت نسبة 40.2% منها لديها أطفال تحت سن الثامنة عشر تعيش معهم، وبلغت نسبة الأزواج القاطنين مع بعضهم البعض 49.6% من أصل المجموع الكلي للأسر، ونسبة 16.8% من الأسر كان لديها معيلات من الإناث دون وجود شريك، بينما كانت نسبة 6.5% من الأسر لديها معيلون من الذكور دون وجود شريكة وكانت نسبة 27.2% من غير العائلات. تألفت نسبة 22.2% من أصل جميع الأسر من أفراد ونسبة 6.8% كانوا يعيش معهم شخص وحيد يبلغ من العمر 65 عاماً فما فوق. وبلغ متوسط حجم الأسرة المعيشية 3.17، أما متوسط حجم العائلات فبلغ 2.72.
بلغ العمر الوسطي للسكان 35.9 عاماً. وكانت نسبة 27.6% من القاطنين تحت سن الثامنة عشر، وكانت نسبة 8.6% بين الثامنة عشر والأربعة وعشرون عاماً، ونسبة 28.8% كانت واقعةً في الفئة العمرية ما بين الخامسة والعشرون حتى والأربعة وأربعون عاماً، ونسبة 25.2% كانت ما بين الخامسة والأربعون حتى الرابعة والستون، ونسبة 10% كانت ضمن فئة الخامسة والستون عاماً فما فوق. وتوزع التركيب الجنسي للسكان بنسبة 49.0% ذكور و51.0% إناث.